# 412e régiment d'artillerie
Le 412e régiment d'artillerie est un régiment d'artillerie de l'arme française.

## Étendard
Il porte, cousues en lettres d'or dans ses plis, les inscriptions suivantes :
- L'Ailette 1918
- La Serre 1918